# Yukhym Konoplya
Yukhym Konoplya (en ucraniano: Юхим Дмитрович Конопля; Donetsk, 26 de agosto de 1999) es un futbolista ucraniano que juega en la demarcación de defensa para el F. K. Shajtar Donetsk de la Liga Premier de Ucrania.

## Selección nacional
Tras jugar con la selección de fútbol sub-17 de Ucrania, la sub-18, la sub-19, la sub-20 y la sub-21, finalmente hizo su debut con la selección absoluta el 7 de octubre de 2020 en un encuentro amistoso contra Francia que finalizó con un resultado de 7-1 a favor del combinado francés tras los goles de Eduardo Camavinga, Corentin Tolisso, Kylian Mbappé, Antoine Griezmann, un doblete de Olivier Giroud y un autogol de Vitaliy Mykolenko para Francia, y de Viktor Tsyhankov para Ucrania.

### Participaciones en Eurocopas
| Copa          | Sede     | Resultado    | Partidos | Goles |
| ------------- | -------- | ------------ | -------- | ----- |
| Eurocopa 2024 | Alemania | Primera fase | 1        | 0     |

## Clubes
| Club                  | País    | Año       | Partidos | Goles |
| --------------------- | ------- | --------- | -------- | ----- |
| FC Desna Chernígov    | Ucrania | 2019-2021 | 49       | 1     |
| F. K. Shajtar Donetsk | Ucrania | 2021-     | 87       | 5     |

## Palmarés

### Títulos nacionales
| Título                  | Club                  | País    | Año  |
| ----------------------- | --------------------- | ------- | ---- |
| Supercopa de Ucrania    | F. K. Shajtar Donetsk | Ucrania | 2021 |
| Liga Premier de Ucrania | F. K. Shajtar Donetsk | Ucrania | 2023 |
| Liga Premier de Ucrania | F. K. Shajtar Donetsk | Ucrania | 2024 |
| Copa de Ucrania         | F. K. Shajtar Donetsk | Ucrania | 2024 |
| Copa de Ucrania         | F. K. Shajtar Donetsk | Ucrania | 2025 |

### Títulos internacionales
| Título                        | Club (*)                    | País    | Año  |
| ----------------------------- | --------------------------- | ------- | ---- |
| Copa Mundial de Fútbol Sub-20 | Selección sub-20 de Ucrania | Polonia | 2019 |

(*) Incluyendo la selección.